# Paraisobuthus
Paraisobuthus Kjellesvig-Waering, 1986 è un genere di scorpione d'acqua estinto nel Carbonifero superiore. Era diffuso in Nordamerica e in Europa (ex-Cecoslovacchia).
Si ritiene che fosse carnivoro e che usasse l'aculeo velenoso sia per difesa che per attacco.
Le piastre addominali erano divise in due lobi e le prime paia di coxae (i segmenti delle zampe più vicini al corpo) erano ampiamente sviluppate in lobi massillari per la nutrizione.
Il carapace era quadrato e con due guance ben sviluppate, divise da un solco profondo. L'aculeo era molto simile a quello degli scorpioni attuali. Questo animale si allontanava solo per poco tempo dall'acqua.